# Religia w Chorwacji

Odsetek ludności Chorwacji według powiatu, którzy utożsamiają się z religią, według danych z 2011.

Wolność wyznania jest prawnie określona przez Konstytucję Chorwacji, która również określa wszystkie wspólnoty religijne, jako równe wobec prawa i niezależne od państwa. W 2015 było 54 zarejestrowane związki wyznaniowe. Zdecydowana większość ludności Chorwacji deklaruje się jako osoby wierzące.
Dzisiejsza Chorwacja jest krajem, w którym dominującą pozycję zajmuje katolicyzm (86% mieszkańców). W sondażu Gallupa z 2009, 70% odpowiedziało twierdząco na pytanie „Czy religia jest ważną częścią codziennego życia?”.
Religijne mniejszości stanowią przede wszystkim prawosławni Serbowie i bośniaccy muzułmanie (odpowiednio 4,4% i 1,5%). Zamieszkują oni przede wszystkim górzyste pogranicze chorwacko-bośniackie na południu i wschodnie rejony Slawonii (przed wojną główne miasto regionu – Vukovar – zamieszkiwało prawie 40% Serbów). Większe skupiska mniejszości można spotkać także w stolicy – Zagrzebiu.
Według najnowszego sondażu Eurobarometru z 2010 odpowiedzi mieszkańców Chorwacji na pytania w sprawie wiary były następujące:
- 69% – „Wierzę w istnienie Boga”,
- 22% – „Wierzę w istnienie pewnego rodzaju ducha lub siły życiowej”,
- 7% – „Nie wierzę w żaden rodzaj ducha, Boga lub siły życiowej”,
- 2% – „Nie wiem”.

## Dane statystyczne
| Religie/Kościoły         | Liczba wiernych | Procent ludności | Źródło danych                      |
| ------------------------ | --------------- | ---------------- | ---------------------------------- |
| Kościół rzymskokatolicki | 3 697 143       | 86,28%           | Spis powszechny, 2011              |
| Prawosławni              | 190 143         | 4,44%            | Spis powszechny, 2011              |
| Islam                    | 62 977          | 1,47%            | Spis powszechny, 2011              |
| Protestantyzm            | 23 000          | 0,52%            | Operation World, 2010              |
| Świadkowie Jehowy        | 4736            | 0,13%            | Sprawozdanie Świadków Jehowy, 2022 |
| Kościół starokatolicki   | 1000            | 0,02%            | HSC, 2020                          |
| Mormoni                  | 597             | 0,01%            | LDS, 2015                          |
| Judaizm                  | 536             | 0,01%            | Spis powszechny, 2011              |